# Dennis Poore
Roger Dennistoun "Dennis" Poore (19 d'agost del 1916, Paddington, Londres, Anglaterra - 12 de febrer del 1987, Kensington i Chelsea) va ser un pilot de curses automobilístiques anglès que va arribar a disputar curses de Fórmula 1. Dennis Poore debutà a la F1 a la tercera temporada de la història del campionat del món de la Fórmula 1, la corresponent a l'any 1952, disputant el 19 de juliol el GP de Gran Bretanya, que era la cinquena prova del campionat. Dennis Poore va arribar a participar en dues úniques curses puntuables pel campionat de la F1, ambdues a la temporada 1952. Fora de la F1 va competir a diverses curses, guanyant el campionat britànic de muntanya.

## Resultats a la Fórmula 1
| Any  | Equip                      | Xassís    | Motor       | 1   | 2   | 3   | 4   | 5     | 6   | 7   | 8      | Posició | Punts |
| ---- | -------------------------- | --------- | ----------- | --- | --- | --- | --- | ----- | --- | --- | ------ | ------- | ----- |
| 1952 | Connaught Engineering      | Connaught | Lea-Francis | SUI | 500 | BEL | FRA | GBR 4 | ALE | HOL |        | 13è     | 3     |
| 1952 | Connaught Racing Syndicate | Connaught | Lea-Francis |     |     |     |     |       |     |     | ITA 12 | 13è     | 3     |

### Resum
| Curses: | Victòries: | Pòdiums: | Poles: | Voltes ràpides: | Punts: |
| ------- | ---------- | -------- | ------ | --------------- | ------ |
| 2       | 0          | 0        | 0      | 0               | 3      |